# Grattacieli più alti del Belgio
Questo è un elenco dei grattacieli più alti del Belgio, ordinati per altezza.
La stragrande maggioranza dei grattacieli del Belgio si trova nell'entità multi-municipale della Regione di Bruxelles Capitale, che comprende la città vecchia di Bruxelles, Sint-Joost Ten Node e Schaarbeek. Il resto dei grattacieli sono sparsi tra le città secondarie del paese.

## Grattacieli più alti
| Posizione | Nome                        | Località              | Altezza in metri (in piedi) | Piani | Anno | Immagine | Coordinate                 |
| --------- | --------------------------- | --------------------- | --------------------------- | ----- | ---- | -------- | -------------------------- |
| 1         | Tour du Midi                | Bruxelles             | 150 m (492 ft)              | 38    | 1967 |          | 50°50′16.35″N 4°20′12.71″E |
| 2         | Torre delle Finanze         | Bruxelles             | 145 m (476 ft)              | 36    | 1982 |          | 50°51′10.3″N 4°21′52.49″E  |
| 3         | Torre Premium               | Bruxelles             | 142 m (466 ft)              | 42    | 2013 |          | 50°51′51.74″N 4°21′08.83″E |
| 4         | Torre Rogier                | Saint-Josse-ten-Noode | 137 m (449 ft)              | 38    | 2006 |          | 50°51′22.75″N 4°21′33.55″E |
| 5         | Tour Paradis                | Liegi                 | 136 m (449 ft)              | 27    | 2014 |          | 50°37′39″N 5°34′19″E       |
| 6         | Madou Plaza Tower           | Saint-Josse-ten-Noode | 120 m (394 ft)              | 33    | 1965 |          | 50°50′58.11″N 4°22′11.57″E |
| 7         | Artevelde Tower             | Gand                  | 119 m (390 ft)              | 27    | 2012 |          | 51°01′18″N 3°41′13″E       |
| 8         | Torre Astro                 | Saint-Josse-ten-Noode | 107 m (351 ft)              | 31    | 1976 |          | 50°51′04.14″N 4°22′11.66″E |
| 9         | North Galaxy, Tower 1       | Schaerbeek            | 107 m (351 ft)              | 28    | 2004 |          | 50°51′41.93″N 4°21′32.82″E |
| 9         | North Galaxy, Tower 2       | Schaerbeek            | 107 m (351 ft)              | 28    | 2004 |          | 50°51′39.57″N 4°21′33.12″E |
| 11        | World Trade Center, Tower 3 | Bruxelles             | 105 m (344 ft)              | 28    | 1983 |          | 50°51′38.64″N 4°21′23.08″E |
| 12        | Europacentrum               | Ostenda               | 104 m (341 ft)              | 35    | 1969 |          | 51°13′58.86″N 2°54′56.25″E |
| 13        | Proximus, Tower 2 (T)       | Saint-Josse-ten-Noode | 102 m (335 ft)              | 32    | 1994 |          | 50°51′36.91″N 4°21′31.44″E |
| 13        | Proximus, Tower 1 (U)       | Schaerbeek            | 102 m (335 ft)              | 32    | 1994 |          | 50°51′35.3″N 4°21′28.97″E  |
| 15        | World Trade Center, Tower 1 | Bruxelles             | 102 m (335 ft)              | 28    | 1972 |          | 50°51′43.17″N 4°21′27.54″E |
| 15        | World Trade Center, Tower 2 | Bruxelles             | 102 m (335 ft)              | 28    | 1976 |          | 50°51′41.56″N 4°21′24.65″E |
| 17        | IT Tower                    | Bruxelles             | 102 m (335 ft)              | 25    | 1971 |          | 50°49′02″N 4°22′20″E       |
| 18        | Manhattan Center            | Saint-Josse-ten-Noode | 102 m (335 ft)              | 30    | 1973 |          | 50°51′22.13″N 4°21′27.06″E |
| 19        | Residence Brusilia          | Schaerbeek            | 100 m (328 ft)              | 36    | 1974 |          | 50.86483°N 4.37937°E       |
| 20        | Covent Garden Tower         | Saint-Josse-ten-Noode | 100 m (328 ft)              | 26    | 2007 |          | 50°51′22.13″N 4°21′39″E    |
| 21        | The Hotel Brussels          | Bruxelles             | 99 m (325 ft)               | 30    | 1967 |          | 50°50′15″N 4°21′26″E       |
| 22        | Boerentoren                 | Anversa               | 96 m (315 ft)               | 26    | 1932 |          | 51°13′06.93″N 4°24′14.67″E |
| 23        | Zenith Tower                | Schaerbeek            | 95 m (312 ft)               | 22    | 2009 |          | 50°51′50″N 4°21′32″E       |
| 24        | Belview Tower               | Bruxelles             | 90 m (295 ft)               | 24    | 2014 |          |                            |